# Fútbol para amputados
El fútbol para amputados es una práctica deportiva que constituye una modalidad del fútbol adaptado para personas con amputación. En el terreno de juego se enfrentan dos equipos de siete futbolistas, seis jugadores de campo y un portero; los jugadores de campo tienen una amputación en las extremidades inferiores y los porteros en las extremidades superiores. Los jugadores de campo usan muletas y juegan sin su prótesis.

## Historia
El deporte fue creado por el estadounidense Don Bennett en 1982. Bennett, quien había perdido la pierna en un accidente, estaba viendo a su hijo practicar baloncesto en el patio trasero de su casa en Seattle, cuando el balón se escapó y comenzó a rodar hacia él. Don, con muletas y sin su prótesis, se puso en pie y devolvió el balón a su hijo de una patada. Esta idea le inspiró a desarrollar las bases del fútbol para amputados. Posteriormente, en 1985, se expandió internacionalmente con la ayuda del entrenador de fútbol Bill Barry.
En la actualidad, el fútbol para amputados es una disciplina deportiva desarrollada en múltiples países, con asociaciones y federaciones que se encargan de supervisar a nivel nacional su práctica, tanto de forma profesional como amateur. La creación de secciones de fútbol para amputados en clubes de fútbol de renombre, así como la fundación de equipos dedicados exclusivamente a la práctica de este deporte adaptado, como puede ser el Team Zaryen en Haití, han impulsado su popularidad en países como Angola, Brasil, Inglaterra, Rusia, Turquía o Uzbekistán. El organismo rector a nivel internacional del fútbol para amputados en la World Amputee Football Federation (WAFF).
En 2023, el futbolista polaco del Warta Poznań Marcin Oleksy se convirtió en el primer futbolista amputado en ganar el Premio Puskás de la FIFA al "mejor gol del año" en la ceremonia del Premio The Best FIFA de 2022. Su hazaña, al ser la primera persona con una minusvalía en proclamarse vencedor del galardón, ha hecho que sea actualmente un referente en el fútbol para personas con alguna amputación.

## Competiciones

### Copa Mundial de Fútbol para Amputados
| Edición | Año  | Sede                  | Oro         | Plata       | Bronce         | 4º puesto  |
| 1       | 1984 | Seattle               |             |             |                |            |
| 2       | 1987 | Seattle               | El Salvador |             |                |            |
| 3       | 1988 | Seattle               | Inglaterra  | El Salvador | Estados Unidos |            |
| 4       | 1989 | Seattle               | Inglaterra  | Brasil      | Rusia          |            |
| 5       | 1991 | Taskent               | Rusia       | Inglaterra  | Uzbekistán     |            |
| 6       | 1998 | Mánchester            | Rusia       | Uzbekistán  | Brasil         |            |
| 7       | 2000 | Seattle               | Brasil      | Rusia       | Ucrania        |            |
| 8       | 2001 | Río de Janeiro        | Brasil      | Rusia       | Inglaterra     |            |
| 9       | 2002 | Sochi                 | Rusia       | Brasil      | Uzbekistán     |            |
| 10      | 2003 | Tashkent              | Rusia       | Ucrania     | Brasil         | Uzbekistán |
| 11      | 2005 | Río de Janeiro        | Brasil      | Rusia       | Inglaterra     | Ucrania    |
| 12      | 2007 | Antalya               | Uzbekistán  | Rusia       | Turquía        |            |
| 13      | 2010 | Crespo                | Uzbekistán  | Argentina   | Turquía        | Rusia      |
| 14      | 2012 | Kaliningrado          | Uzbekistán  | Rusia       | Turquía        | Argentina  |
| 15      | 2014 | Culiacán              | Rusia       | Angola      | Turquía        | Polonia    |
| 16      | 2018 | San Juan de los Lagos | Angola      | Turquía     | Brasil         | México     |
| 17      | 2022 | Estambul              | Turquía     | Angola      | Uzbekistán     | Haití      |

#### Palmarés
| Núm. | País           | Oro | Plata | Bronce | Total |
| ---- | -------------- | --- | ----- | ------ | ----- |
| 1    | Rusia          | 5   | 5     | 1      | 11    |
| 2    | Brasil         | 3   | 2     | 3      | 8     |
| 3    | Uzbekistán     | 3   | 1     | 3      | 7     |
| 4    | Inglaterra     | 2   | 1     | 2      | 5     |
| 5    | Angola         | 1   | 2     | 0      | 3     |
| 6    | Turquía        | 1   | 1     | 4      | 6     |
| 7    | El Salvador    | 1   | 1     | 0      | 2     |
| 8    | Ucrania        | 0   | 1     | 1      | 2     |
| 9    | Argentina      | 0   | 1     | 0      | 1     |
| 10   | Estados Unidos | 0   | 0     | 1      | 1     |

### Campeonato Europeo de Fútbol para Amputados
| Edición | Año  | Sede     | Oro     | Plata      | Bronce  | 4º puesto |
| 1       | 2017 | Estambul | Turquía | Inglaterra | Polonia | España    |
| 2       | 2022 | Cracovia | Turquía | España     | Polonia | Rusia     |

#### Palmarés
| Núm. | País       | Oro | Plata | Bronce | Total |
| ---- | ---------- | --- | ----- | ------ | ----- |
| 1    | Turquía    | 2   | 0     | 0      | 2     |
| 2    | España     | 0   | 1     | 0      | 1     |
| 3    | Inglaterra | 0   | 1     | 0      | 1     |
| 4    | Polonia    | 0   | 0     | 2      | 2     |